# S103 (Almere)
De s103 was een stadsroute in Almere die de rijksweg A6 met Almere Stad verbond. Deze stadsroute bestond uit drie wegen: de Veluwedreef, de Randstaddreef en de Markerdreef.
De weg begon op het kruispunt met de N305, vlak bij afrit 5 van de A6, en liep vervolgens noordelijk richting Almere Stad onder de naam Veluwedreef. De weg vervolgde zijn traject in westelijke richting als Randstaddreef en ging dan tot slot, onder de naam Markerdreef, in noordelijke richting waarna hij aansloot op de s101.
  ·   ·   ·   ·   · 